# Mari Rantanen
Mari Rantanen, née le 29 mars 1976 à Lappeenranta, est une femme politique finlandaise.

## Biographie
Mari Rantanen obtient un diplôme d'infirmière communautaire en 1997 de l'École supérieure de santé de Pirkanmaa, puis un diplôme d’ambulancière et un diplôme d’infirmière en 2003 de Stadia. Elle décroche également un diplôme de policière en 2011, de l'École supérieure de police de Tampere.
Mari Rantanen est ambulancière d'urgence du Service de secours d'Uusimaa central (fi) à partir de 2003. Elle est agent de police du département de police d'Uusimaa de l'Ouest (fi) de 2009 à 2011,.

## Carrière politique
Mari Rantanen représente le Parti social-démocrate aux élections municipales finlandaises de 2012, puis passe au Parti des Finlandais en 2014.
Elle est membre du conseil municipal d'Helsinki à partir de 2017, siégeant au sein du conseil social et sanitaire.
Lors des élections législatives de 2019, Mari Rantanen est élue députée, représentant le Parti des Finlandais de la circonscription d'Helsinki, avec 2 924 voix.
Mari Rantanen devient présidente de la commission parlementaire administrative en novembre 2022.
Elle est membre du conseil d'HOK-Elanto à partir de 2020.
Mari Rantanen est réélue pour un nouveau mandat de députée aux élections législatives de 2023 avec 3 826 voix dans la circonscription d'Helsinki. Elle est brièvement deuxième vice-présidente du groupe parlementaire du Parti des Finlandais en 2023.
En juin 2023, elle est nommée ministre de l'Intérieur au sein du gouvernement Orpo.